# محرك دوار

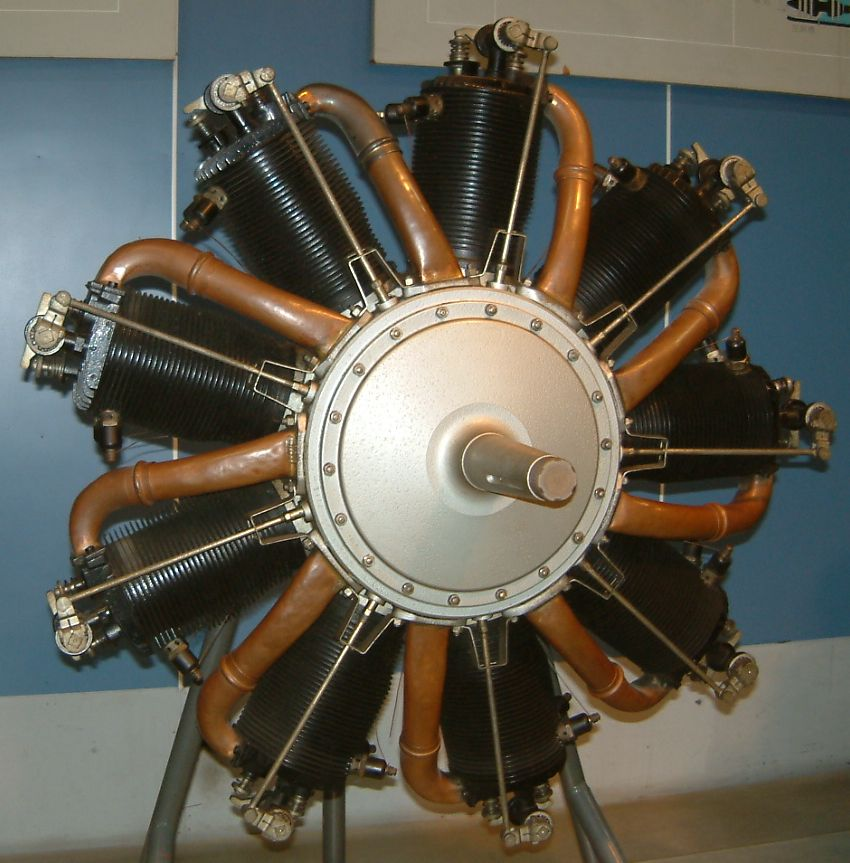
محرك لو رون 9 سي الدوار، قدرته 80 حصان (60 كيلو وات). تحمل الأنابيب النحاسية خليط الوقود والهواء من علبة المرافق إلى رؤوس الأسطوانات، أي أنها تعمل أنبوب دخول متفرع Intake manifold

رسم متحرك لمحرك دوار مكون من 7 أسطوانات، مع توضيح أمر الإشعال لكل مكبس

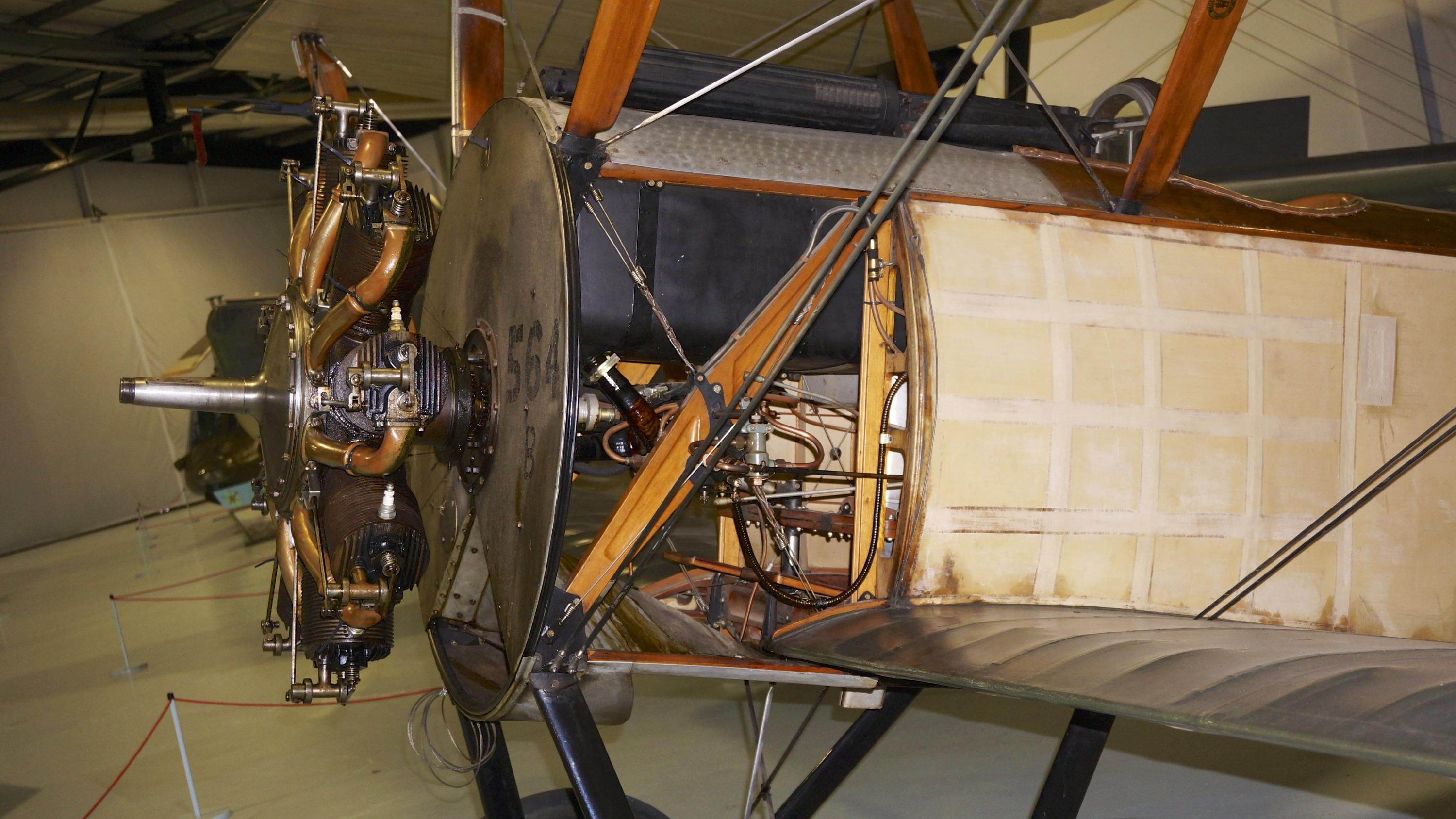
محرك لو رون 9 سي الدوار، مركب في الطائرة المقاتلة سوبويث بوب في متحف الذراع الجوية بأستراليا

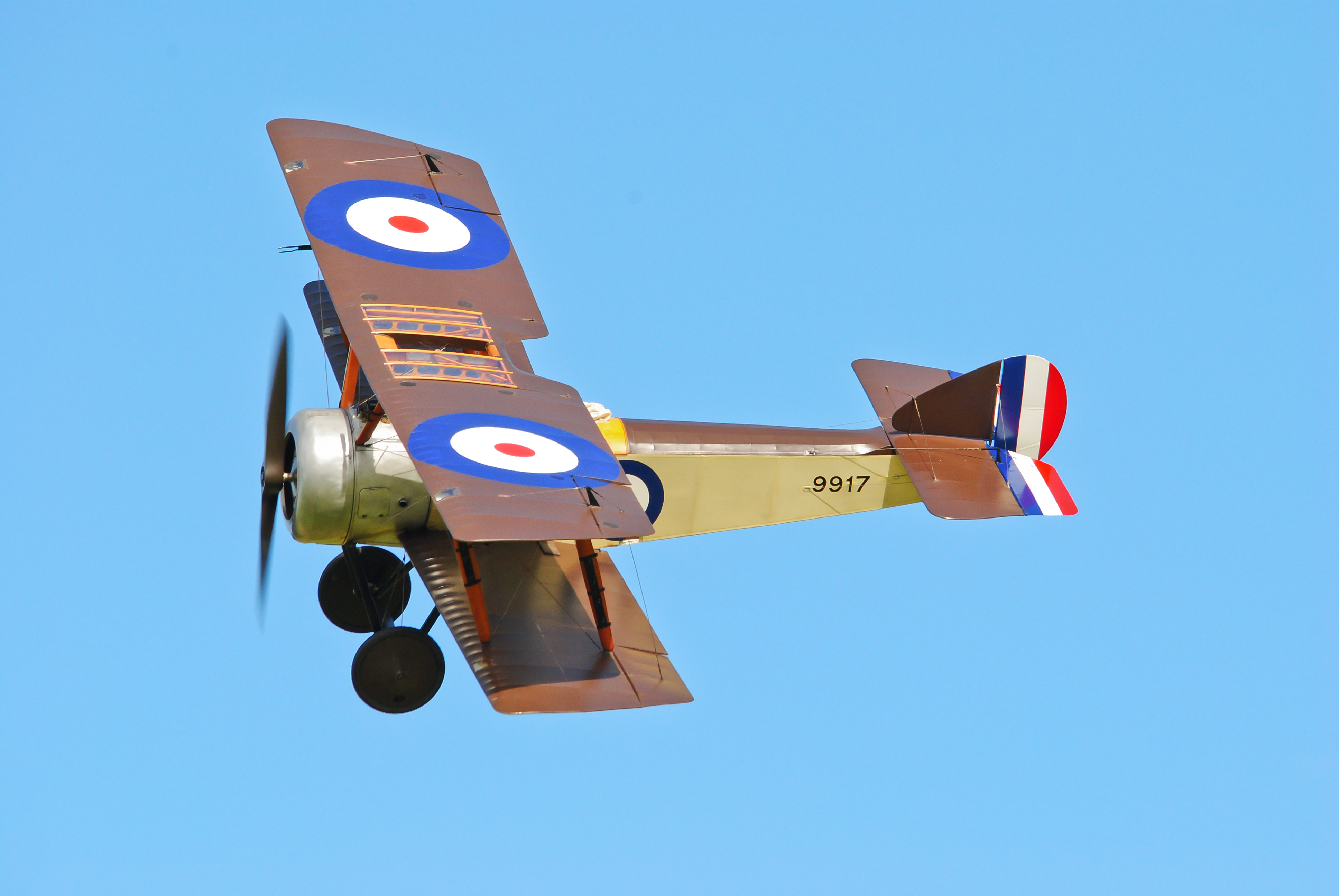
الطائرة المقاتلة سوبويث بوب

كان المحرك الدوار (بالإنجليزية: Rotary engine) نوع مبكر من محرك الاحتراق الداخلي. صُمم في الغالب بعدد فردي من الأسطوانات لكل صف في شكل شعاعي، حيث يكون عمود المرفق ثابت خلال التشغيل، بينما تدور علبة المرافق والأسطوانات الملحقة بها كوحدة واحدة. و كانت التطبيقات الرئيسية للمحرك الدوار في الطيران، لكنه استُخدم قبل ذلك في عدد قليل من الدراجات النارية والسيارات.
استُخدم هذا النوع من المحرك بشكل واسع كبديل للمحركات الخطية التقليدية (المحرك المستقيم ‏ أو المحرك على شكل حرف v) أثناء الحرب العالمية الأولى وفي خلال سنوات الصراع التي تلتها واعتُبر المحرك على أنه حل كفؤ لمشاكل القدرة الناتجة والوزن والكفاءة.
بحلول بداية 1920، وبرغم أن القيود المتضمنة في المحرك جعلته قديما بالنسبة لذلك الوقت إلا أن المحرك تغلب بقدرته الناتجه على مقاومة الهواء لدوران المحرك. كما سببت كتلة المحرك الدوارة تباطئ في محور الدوران اعتماداً على نوع الطائرة، وأدى ذلك إلى مشاكل في الإتزان والتحكم خاصة مع الطيارين عديمي الخبرة.
كان نظام تزييت الفقد الكلي ‏ عامل آخر في زوال المحرك الدوار، وكان يحدث بسبب الحاجة لنضح خليط الوقود/الهواء خلال عمود المرفق المجوف وعلبة المرافق مع مادة التزييت، كما يحدث في المحرك ثنائي الشوط.

## الوصف
المحرك الدوار هو محرك دورة أوتو القياسية بالأساس، لكن بدلا من استخدام حاوية أسطوانات مع عمود مرفق دوار كما هو الحال في المحرك الشعاعي. يبقى عمود المرفق ثابت بينما تدور حاوية الأسطوانات حوله. في الشكل الأكثر شيوعا للمحرك، يُثبت عمود المرفق في الهيكل بينما تُربط المروحة الدافعة في مقدمة علبة المرافق.
كان يوجد ثلاث عوامل ساهمت في نجاح المحرك الدوار في ذلك الوقت، وهن:
- التشغيل السلس: أعطت المحركات الدوارة قدرة بسلاسة جدا وذلك نتيجة عدم وجود أجزاء ترددية وتحرك الكتلة الدوارة الكبيرة لعلبة المرافق والأسطوانات (كوحدة واحدة) كحدافة.
- تحسين التبريد: عند تشغيل المحرك، تعمل حاوية الأسطوانات الدوارة على خلق تدفق هواء تبريد خاص بها، حتى عندما تكون الطائرة ساكنة.
- ميزة الوزن: احتوت العديد من المحركات التقليدية على حدافات لتذليل نبضات القدرة وتقليل الاهتزاز.
اكتسبت المحركات الدوارة ميزة نسبة القدرة إلى الوزن بعدم حاجاتها لحدافة. وتشاركت مع أشكال أخرى من المحركات الشعاعية ميزة علبة المرافق الصغيرة المسطحة، وبسبب نظام تبريد الهواء الكفؤ الخاص بها فإن الأسطوانات أمكن صنعها بجدران أقل سماكة وزعانف تبريد أقل عمقا، مما أدى إلى تقليل الوزن.

تواجدت معظم المحركات الدوارة بأسطوانات تشير للخارج من علبة مرافق واحدة، مثل الشكل العام للمحرك الشعاعي، لكنه كان هناك أيضا محركات دوارة مسطحة ‏ ، وحتى محركات دوارة ذات أسطوانة واحدة.
صُنعت المحركات الدوارة عموما مثل المحركات الشعاعية بعدد فردي من الأسطوانات (عادة إما 7 أو 9)، لذلك تم تحقيق أمر إشعال متسق بين الأسطوانات وبعضها، للحصول على تشغيل سلس.و كانت المحركات الدوارة ذات العدد الزوجي من الأسطوانات غالبا من النوع «ثنائي الصف».

### التمييز بين المحركات الدوارة والشعاعية
تتشابه بشدة المحركات الدوارة والشعاعية عندما لا يعملوا، حيث أن كلا النوعين يحتوي على أسطوانات مرتبة شعاعيا حول عمود مرفق مركزي.
على عكس المحرك الدوار، تستخدم المحركات الشعاعية عمود مرفق تقليدي يدور في حاوية محرك ثابتة.

## تحكم المحرك الدوار

### المحركات الدوارة أحادية الصمام
دائما يتم التأكيد على أن المحركات الدوارة لا تحتوي على مكربن هواء، ولذلك لا يمكن خفض القدرة إلا بتقسيم عملية الإشعال بشكل متقطع باستخدام مفتاح "ومضة". وكان هذا صحيح تقريبا في المحركات الدوارة أحادية الصمام، حيث تسحب معظم الهواء داخل الأسطوانة من خلال صمام العادم، الذي يبقى مفتوحا لفترة خلال شوط القدرة للمكبس. لذلك، قد لا يمكن التحكم في مدى غنى الخليط بالوقود من خلال سحب علبة المرافق.
يمد الصمام الخانق «صمام الوقود» للمحركات أحادية الصمام، درجة محدودة جدا من تنظيم السرعة (سرعة الغلق والفتح)، حيث يجعل الخلبط غني جدا بالوقود عندما يفتح، بينما يجعله فقير جدا عندما يغلق (في كلا الحالتين، قد يسبب تعطل المحرك بسرعة أو تلف الأسطوانات).
ظهرت النماذج المبكرة بشكل جديد من توقيت الصمام المتغير ‏ بهدف المزيد من التحكم، لكن هذا أدى إلى حرق الصمامات ولذلك تم منعها.
إن الطريقة الوحيدة لتشغيل المحرك أحادي الصمام بسلاسة عند سرعات دورانية منخفضة، كانت باستخدام مفتاح إلكتروني لتغيير تسلسل الإشعال، حيث يتم الإشعال في كل أسطوانة مرة واحدة لكل دورتين أو ثلاثة دورات من دوران للمحرك، لكن المحرك ظل أكثر أو أقل إتزانا.
باستمرار الاستخدام المتزايد لمفتاح «الومضة»، فإن تشغيل المحرك لفترة طويلة بذلك أدى إلى وجود كميات كبيرة من الوقود غير المحترق والزيت في غاز العادم، وتجمعها في الغطاء السفلي للمحرك حيث كان سئ السمعة من حيث خطر الحريق.

### المحركات الدوارة العادية
تحتوي معظم المحركات الدوارة على صمامات دخول عادية، لذلك يكون الوقود (و زيت التزييت) المسحوب لداخل المحرك مخلوط بالفعل مع الهواء -كما في المحرك رباعي الأشواط العادي-. ومع ذلك تم استبعاد مكربن الهواء التقليدي بقدرته على الحفاظ على نسبة الوقود/الهواء ثابتة على مدى فتحات الخنق، بواسطة علبة المرافق الدوارة، حيث كان من الممكن ضبط كمية الهواء المزودة من خلال صمام رفرف منفصل.
كان الطيار يحتاج لضبط  صمام الخنق على القيمة المطلوبة (عادة يكون مفتوح بالكامل) ثم ضبط خليط الوقود/الهواء باستخدام رافعة تتحكم في صمام تزويد الهواء (بطريقة التحكم اليدوي في مقدار الغلق). وبسبب عزم القصور الذاتي الكبير للمحرك الدوار، كان من الممكن ضبط خليط الوقود/الهواء المناسب عن طريق المحاولة والخطأ بدون تعطل المحرك، ومع ذلك فإن هذا يختلف باختلاف أنواع المحرك، كما يحتاج لمقدار كافي من الممارسة لاكتساب البراعة المطلوبة.
بعد بدء تشغيل المحرك بإعداد معروف يسمح له بالعمل، يظل صمام الهواء مفتوح حتى الوصول إلى سرعة المحرك القصوى.
كان من الممكن خنق محرك يعمل لخفض عدد دوراته عن طريق غلق صمام الوقود للوضع المطلوب، بينما يتم إعادة ضبط خليط الوقود/الهواء للقيمة المناسبة. كانت هذه العملية صعبة، لذلك فإن الخنق خاصة أثنناء الهبوط، كان يتم دائما عن طريق تقطيع عملية الأشعال باستخدام مفتاح الومضة.
يؤدي تقطيع الأسطوانات باستخدام مفاتيح الأشعال إلى استمرار مرور الوقود خلال المحرك حتى يصل إلى شمعات الاشعال ويتسبب في مشاكل في إعادة تشغيل المحرك. أيضا، يمكن لخليط الزيت والوقود في صف الأسطوانات، ان يتجمع في الغطاء السفلي للمحرك. ولأن هذا يمكن أن يتسبب في حدوث حريق، أصبح من الشائع عمليا، جعل جزء من الغطاء السفي للمحرك الدوار أو الغطاء كله عباره عن مجاري لتصريف الوقود والزيت المتجمع.
بحلول عام 1918، نصح كُتيب كليرجت بتحقيق كل التحكم المطلوب في المحرك  باستخدام تحكمات الوقود والهواء، وغلق وتشغيل المحرك عن طريق فتح وغلق تحكم الوقود. كما تضمنت إجراءات الهبوط غلق الوقود باستخدام رافعة الوقود، بينما يُترك مفتاح الومضه يعمل. وتعمل المروحة الدافعة على استمرار دوران المحرك بدون توصيل أي قدرة أثناء هبوط الطائرة. و كان من المهم ترك الإشعال مستمر للسماح لشمعات الاشعال بالاستمرار في العمل والحفاظ عليها من وصول الزيت لها، لذلك يمكن إعادة تشغيل المحرك بسهولة وإعادة فتح صمام الوقود. ونُصح الطيارون بعدم استخدام مفتاح تجزئة الإشعال لأنه سيتسبب في النهاية بتلف المحرك.
مازال يجد طيارون الطائرات المستخدمة للمحركات الدوارة المتبقية أن مفتاح الومضة مفيد أثناء الهبوط، حيث يوفر طريقة أكثر اعتمادية وسرعة للتحكم في القدرة عند الحاجة، بدلا من خطر تعطل المحرك المفاجئ، أو توقف مروحة المحرك في أسوء الحالات.

## التاريخ

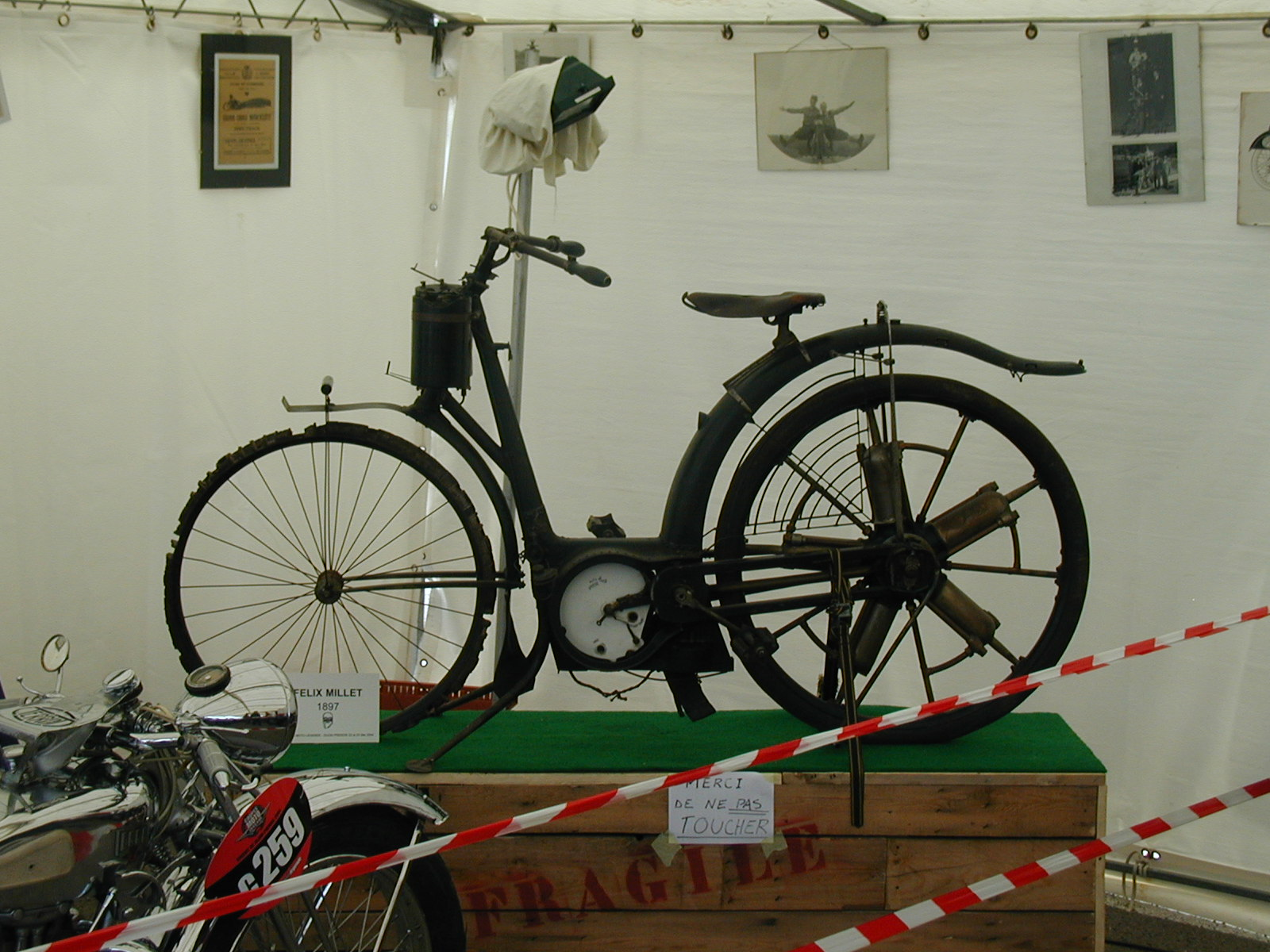
دراجة فيليكس ميليت النارية، عام 1897

### ميليت
كشف فيليكس ميليت عن محرك دوار مكون من 5 أسطوانات داخل عجلة دراجة في المعرض العالمي في باريس في عام 1889. ورسم ميليت المحرك في 1888، لذلك يجب اعتباره رائد محرك الاحتراق الداخلي الدوار. و شاركت آلة تعمل بمحرك فيلكس في سباق باريس بوردو لعام 1895، وتم إدارج النظام في الإنتاج بواسطة داراسك و شركة لندن ‏ في عام 1900.

### هارجراف
يتعبر لورانس هارغريف أول من طور محرك دوار باستخدام هواء مضغوط في عام 1889، وكان ذلك بهدف استخدامه في رحلة طيران، لكن وزن المواد وانخفاض جودتها منعته أن يكون وحدة طاقة فعالة.

### بالزر
ستيفين بالزر، ساعاتي من نيويورك، أنشأ محركات دوارة في 1890. واهتم ستيفن بالمحركات الدوارة لسببين أساسيين:
- لتوليد قدرة 100حصان (75 كيلو وات) عند السرعة الدورانية المنخفضة التي تعمل عليها محركات ذلك الوقت. كانت النبضات الناتجة من شوط الاحتراق كبيرة لحد ما، ولإخماد هذه النبضات احتاجت المحركات استخدام حدافة كبيرة مما زاد وزن المحرك. في المحركات الدوارة، يعمل المحرك نفسه كحدافه لذلك يكون أخف وزنا من المحركات الاعتيادية المشابهة.
- حصلت الأسطوانات على تدفق هواء جيد فوقهم للتبريد، حتى عندما كانت الطائرة لا تتحرك، الأمر الذي كان مهما حيث أن سرعة الطائرة المنخفضة آنذاك كانت توفر تدفق هواء محدود للتبريد، كما أن سبائك المعادن آنذاك لم تكن بالتطور الكافي. لم تستخدم محركات بالزر المبكرة زعانف التبريد، بينما استخدمت المحركات اللاحقة المبردة بالهواء  [لغات أخرى]‏ هذه الميزة.

أنتج بالزر محرك سيارة دوار مكون من 3 أسطوانات في عام 1894، ثم تورط في تجارب مطار لانجلي، الذي أعلن إفلاسه بينما كان يحاول صنع نسخ أكبر من محركاته. تحول محرك بالزر الدوار لاحقا إلى محرك شعاعي ساكن يعمل بواسطة مساعد لانجلي، تشارلز إم مانلي ‏، الذي صنع محرك مانلي-بالزر الجدير بالملاحظة.

### دي ديون-بوتون
أنتجت شركة دي ديون-بوتون ‏ الشهيرة محرك دوار تجريبي مكون من 4 أسطوانات في عام 1899. وعلى الرغم من أن المحرك كان قد أٌعد للاستخدام في الطيران إلا أنه لم يتناسب مع أي طائرة.

### آدامز-فارويل

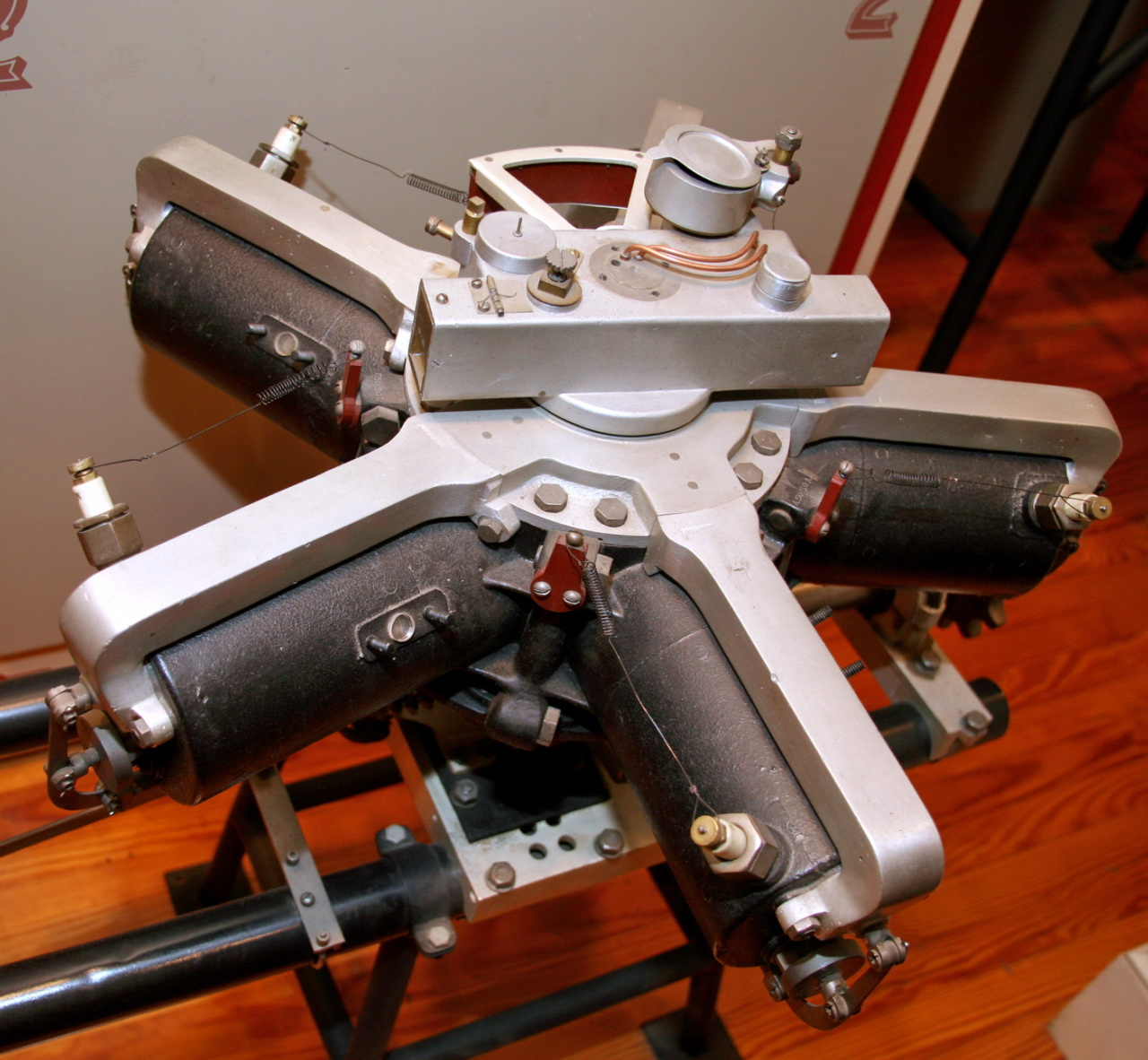
محرك أدامز-فارويل الدوار، مكون من 5 أسطوانات و أُعد لتجارب المروحيات

سيارات شركة أدامز-فارويل المستخدمة لأول نماذج الشركة من المحركات الدوارة المكونة من 3 أسطوانات، والتي صمها فاي أوليفر فارويل في 1898، أدت إلى إنتاج سيارات أدامز فارويل أولا بمحرك دوار مكون من 3أسطوانات، ثم بعد ذلك بمحرك دوار مكون من 5 أسطوانات في عام 1906، مثلما استخدم صانع سيارات أمريكي آخر في وقت مبكر، المحركات الدوارة المصنعة خصيصا للاستخدام في السيارات.
تكفل إميل برلينر بتطوير تصميم محرك أدامز-فارويل الدوار المكون من 5 أسطوانات، كوحدة طاقة خفيفة الوزن لتجارب مروحيته الغير ناجحة. لاحقا شغل محرك أدامز-فارويل الدوار طائرة ثابتة الجناح في الولايات المتحدة، في عام 1910. كما تم التأكيد على أن تصميم محرك جنوم اشتُق من أدامز-فارويل، منذ أن أفادت التقارير أن سيارة أدامز-فارويل تواجدت في الجيش الفرنسي في 1904. على عكس محركات جنوم اللاحقة، وبتشابه كبير مع محركات الطيران الدوارة كليرجت 9 بي ‏ وبنتلي بي أر 1، احتوت محركات أدامز-فارويل الدوارة على صمامات عادم وصمامات دخول اعتيادية، موضوعة في رؤوس الأسطوانات.

### جنوم

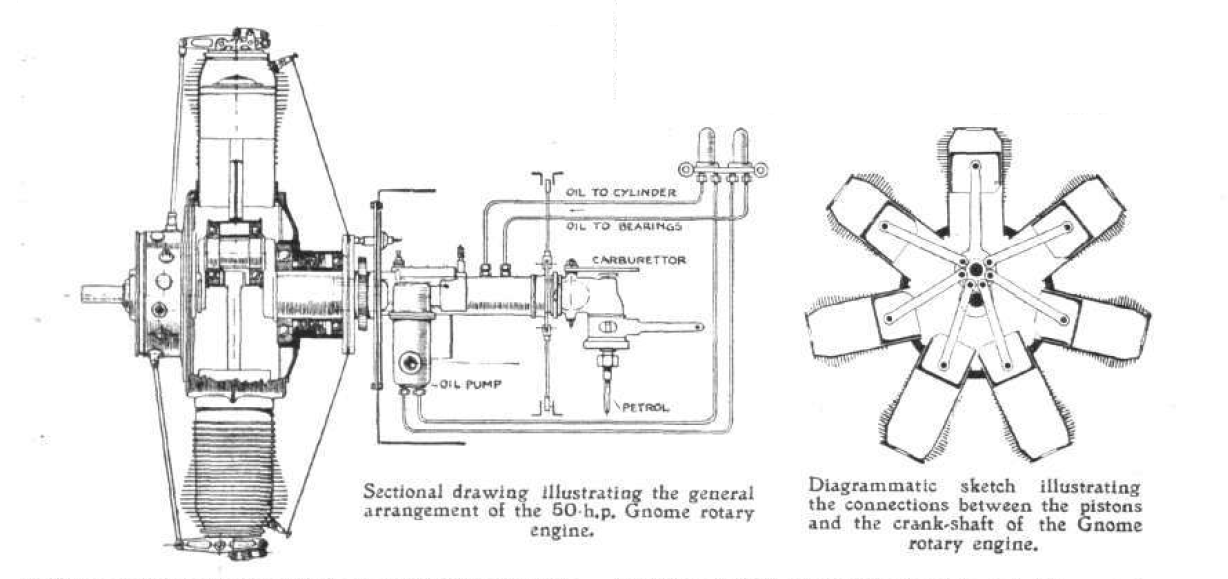
قطاع مرسوم لمحرك جنوم أوميجا

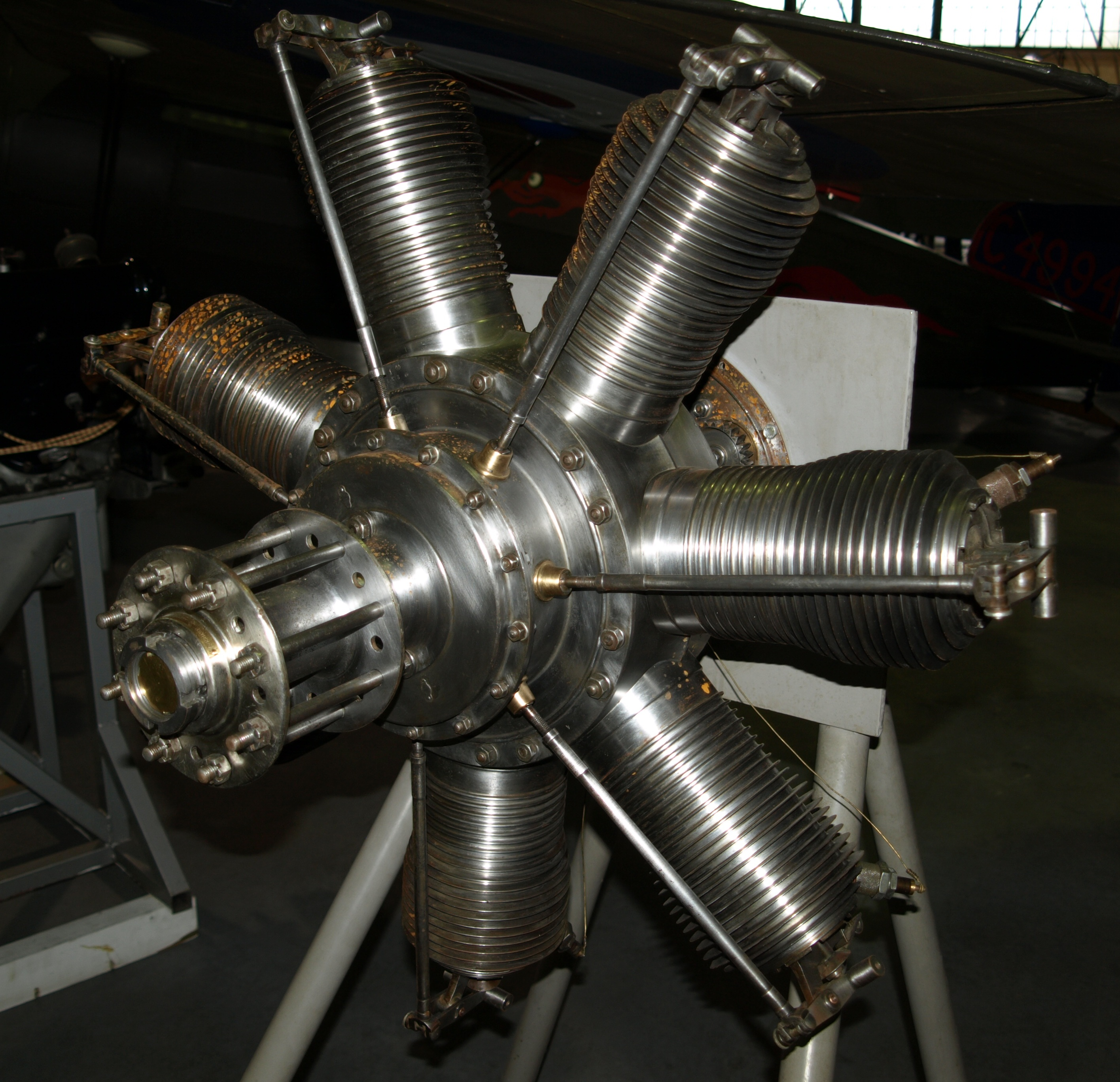
محرك جنوم أوميجا

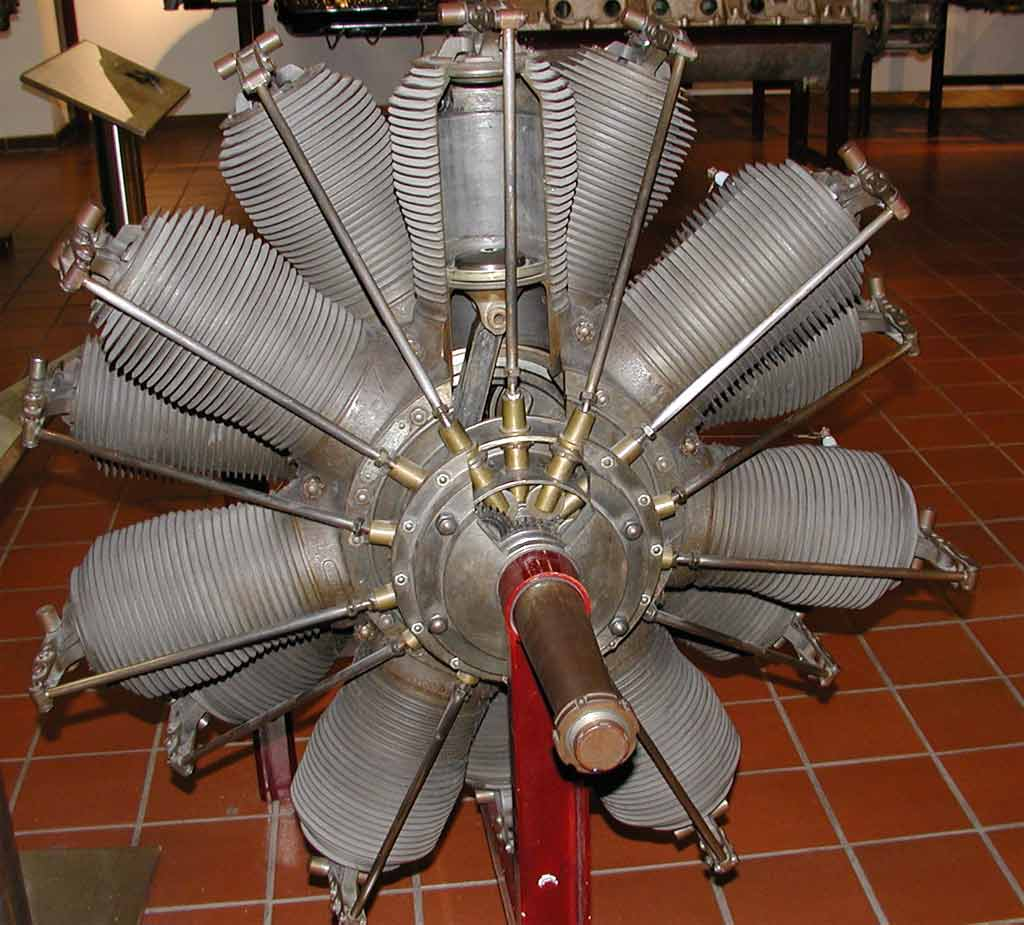
المحرك الألماني أوبريرسيل يو.3 معروض في متحف

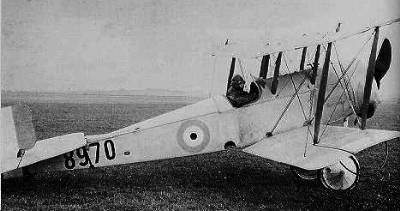
طائرة بريستول سكاوت

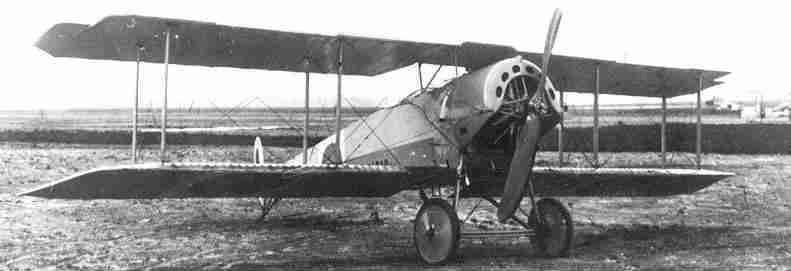
طائرة فوكر دي.3

كان محرك جنوم نتاج عمل الأخوة سيجين الثلاثة، لويس ولورنت وأوجستن. كانوا من المهندسين الموهوبين، وكانوا احفاد المهندس الفرنسي الشهير مارك سيجين.
في عام 1906 قام الشقيق الأكبر لويس بتأسيس شركة محركات جنوم لتصنيع المحركات الثابتة للاستخدام الصناعي، وذلك بعد الحصول على ترخيص إنتاج لمحرك جنوم ثابت أحادي الأسطوانة من موتورنفبريك أوبريرسيل ‏ الذي صنع محركات جنوم للطائرات الألمانية أثناء الحرب العالمية الأولى.
انضم لويس إلى أخيه لورنت الذي صمم محرك دوار للاستخدام خصيصا في الطائرات، مستخدما أسطوانات محرك جنوم. ويقال أن المحرك الأول للأخوة كان نموذج مكون من 5 أسطوانات أنتج قدرة بلغت 34 حصانا (25 كيلو وات)، وكان محركا شعاعيا بدلا من المحرك الدوار، ولم تتبقى أي صور فوتوغرافية لهذا النموذج التجريبي ذو الخمس أسطوانات.
تحول الأخوة سيجين بعد ذلك إلى المحركات الدوارة بهدف الاهتمام بتحسين عملية التبريد، وكان أول إنتاج عالمي من المحرك الدوار، محرك «أوميجا»، تكون من 7 أسطوانات واستخدم الهواء للتبريد، وبلغت قدرته 50حصانا (37 كيلو وات). عُرض محرك أوميجا في معرض باريس للسيارات عام 1908. ويتواجد الآن أول محرك جنوم أوميجا ضمن مجموعة سميثسونيان في متحف الطيران و الفضاء الوطني.
استخدم الأخوة سيجين أقصى المواد المتاحة صلابة -طوروا لاحقا سبيكة النيكل الصلب- وحافظوا على انخفاض الوزن بتقطيع المكونات من المعادن الصلبة، باستخدام أفضل أدوات الآلة الأمريكية والألمانية لتصنيع مكونات المحرك. بلغ سُمك جدار أسطوانة محرك جنوم البالغة قدرته 50 حصانا 1.5 مم فقط، بينما تم تشكيل أعمدة التوصيل بقنوات مركزية عميقة لخفض الوزن.
و في حين أن المحرك كانت قدرته منخفضة بالنسبة لوحدة القدرة لكل لتر من الوقود، إلا أن نسبة القدرة إلى الوزن له كانت جيدة وبلغت 1 حصان (0.75 كيلو وات) لكل كجم.
في السنة التالية، قام المخترع روجر رافاود بتركيب محرك جنوم في ألته أيروسكافي، وهي عبارة عن مزيج من القارب المحلق والطائرة (أشبه بالطائرة المائية)، وشارك بها في مسابقات القوارب ذات المحركات والطيران في موناكو، غير أن استخدام هنري فارمان لمحرك جنوم في طائرة ريميس الشهيرة، أكسب المحرك أهمية عندما فاز هنري بالجائزة الكبرى للطيران لأطول مسافة بدون توقف -180 كم- كما سجل أيضا رقم عالمي في رحلة التحمل (التحمل في الطيران هو أقصى مدة زمنية تستغرقها الطائرة في الطيران). كما استُخدمت الطائرة المائية لو كانارد ‏لهنري فابر، في أول رحلة ناجحة لها محرك جنوم أوميجا، وذلك في 28 مارس 1910، بالقرب من مارسيليا.
ازداد إنتاج محركات جنوم الدوارة سريعا، حيث كان ينتج منه 4000 محرك قبل الحرب العالمية الأولى، وأنتجت جنوم أيضا نسخة ثنائية الصف من المحرك (أوميجا المضاعف 100 حصان)، ومحرك جنوم لامبدا الأكبر 80 حصان ولامبدا المضاعف 160 حصان.
وفقا لمعايير المحركات الأخرى آنذاك، لم يعتبر محرك جنوم محرك عجيب على وجه الأخص، لكن نُسب إليه الفضل في أنه أول محرك يعمل لمدة 10 ساعات بين فترات الإصلاح.
في عام 1913 قدم الأخوة سيجين سلسلة المحركات الجديدة أحادية الصمام، حيث استُبدلت صمامات الدخول في المكابس باستخدام صمام واحد في رأس كل أسطوانة، الذي تضاعفت وظيفته ليعمل كصمام دخول وصمام عادم.
تم التحكم في سرعة المحرك من خلال تغيير مدة ومقدار فتح صمام العادم، وذلك باستخدام رافعات تؤثر على بكرات الصمام الغماز، ولاحقا تم منع استخدام هذا النظام بسبب احتراق الصمامات.
كان وزن المحرك أحادي الصمام أقل من وزن المحركات السابقة ثنائية الصمام، كما استخدم زيت أقل للتزييت أيضا.
تكون المحرك أحادي الصمام البالغة قدرته 100 حصان من 9 أسطوانات، وبلغ قدرته التصميمية عند سرعة 1200دورة/دقيقة. المحرك التالي جنوم 9 ان، أنتج قدرة 160 حصان ومكون من 9 أسطوانات، استخدم التصميم أحادي الصمام، وكان آخر محرك دوار يستخدم ذلك التصميم.
استخدمت المحركات الدوارة المنتجة بواسطة شركات كليرجت ولو رون، صمامات تقليدية في رؤوس الأسطوانات تعمل بأعمدة دفع، لكنها استخدمت نفس أسلوب سحب خليط الوقود خلال عمود المرفق، حيث استخدمت محركات لو رون أنابيب سحب نحاسية تخرج من علبة المرافق لرأس كل أسطوانة لتزويدها بشحنة الوقود.
كان محرك جنوم البالغة قدرته 80 حصانا (60 كيلو وات) والمكون من 7 أسطوانات مثل جنوم لامبدا، المحرك القياسي عند اندلاع الحرب العالمية الأولى، وسرعان ما تم استخدامه في عدد كبير من تصاميم الطائرات.
كان المحرك جيدا جدا لدرجة أنه تم ترخيصه للإنتاج من قبل بعض الشركات، من ضمنهم الشركة الألمانية موتورنفبريك أوبريرسيل ‏ التي صممت النسخة الأصلية من محرك جنوم. ولاحقا تم شراء شركة أوبريرسيل بواسطة فوكر، أوبريرسيل التي عُرف محركها جنوم لامبدا البالغة قدرته 80 حصانا بأوبريرسيل يو 0. و  لم يكن من غير المألوف على الإطلاق لمحركات جنوم الفرنسية مثلما استخدمت في الأمثلة المبكرة لطائرة بريستول سكاوت ثنائية السطح، أن تستقبل الطرازات الألمانية بتشغيل طائرةفوكر أي أي ‏ أحادية السطح، في القتال من النصف الثاني لعام 1915.
أخذت جنوم على عاتقها المحاولات الوحيدة لإنتاج محركات دوارة ثنائية الصف بأي حجم، من خلال تصميمها محرك لامبدا المضاعف المكون من 14 أسطوانة والبالغة قدرته 160حصان، وباستنساخ الشركة الألمانية أوبريرسيل لنفس التصميم  في بداية الحرب العالمية الأولى لصنع محركها يو 3 بنفس قدرة لامبدا المضاعف.
بينما قاد محرك لامبدا المضاعف أحد طائرات سباق ديبيرديسن مونوكوكي لتسجيل سرعة قياسية عالمية بلغت 204 كم/ساعة في سبتمبر 1913، استُخدم محرك أوبريرسيل يو 3 في عدد قليل من الطائرات المقاتلة الألمانية مثل فوكر أي.4أحادية السطح وفوكر دي.3 ثنائية السطح، وكل منهما فشلت في أن تصبح أنواع ناجحة ضمن الطائرات المقاتلة، ويرجع ذلك جزئيا إلى جودة المحركات الألمانية المنخفضة آنذاك، حيث كانت معرضة للتحطم بعد عدد ساعات قليل فقط من الطيران القتالي.

## الحرب العالمية الأولى

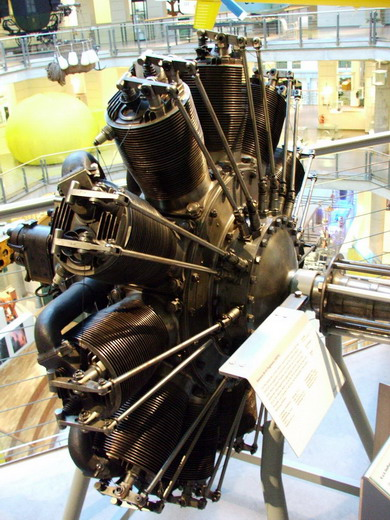
محرك سيمنز هالسكي اس اتش.3

رسم متحرك لمحرك سيمنز هالسكي اس اتش.3، يوضح طريقة العمل من الداخل و الاشعال في كل أسطوانة

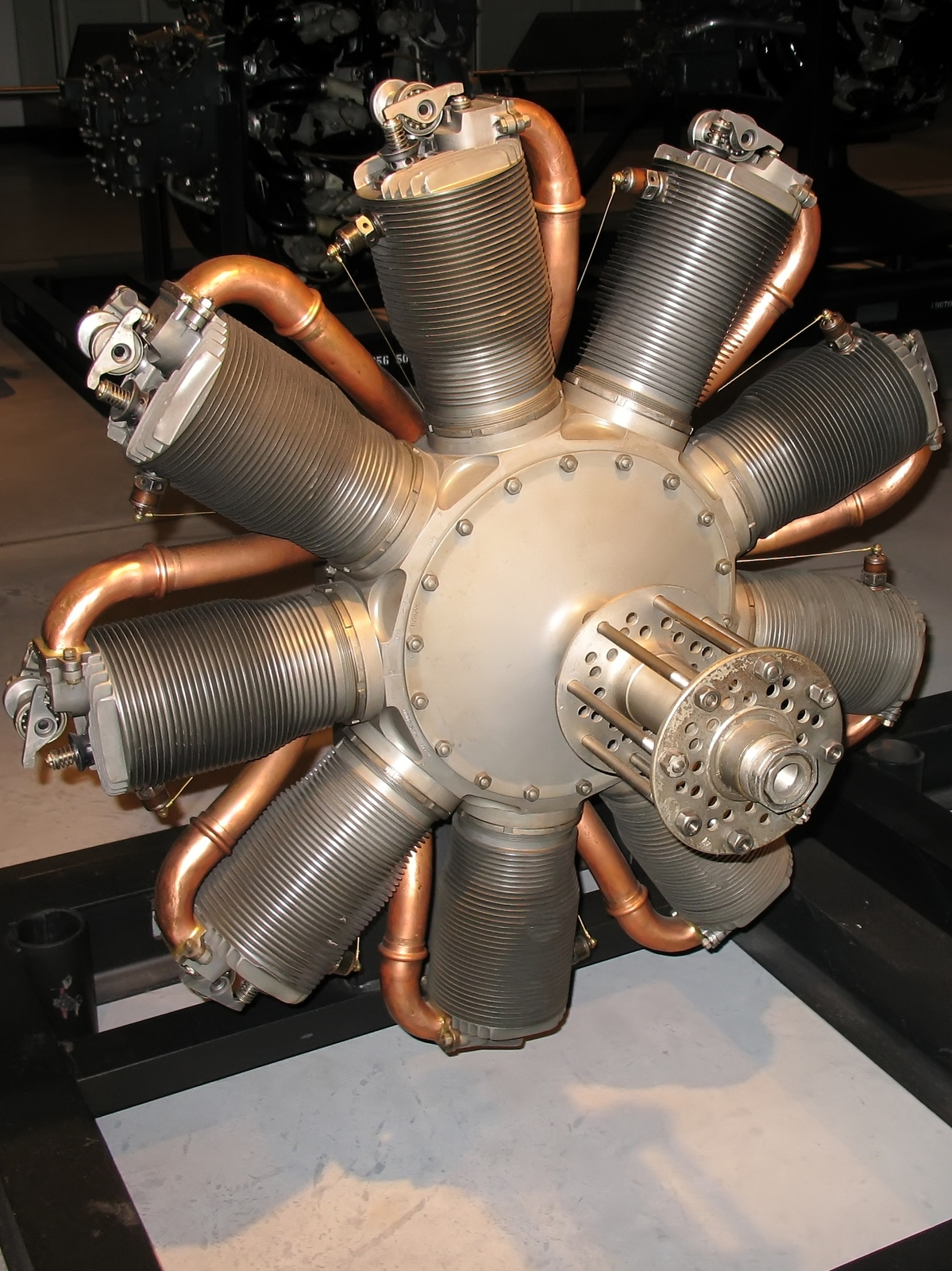
محرك لو رون 9 جيه

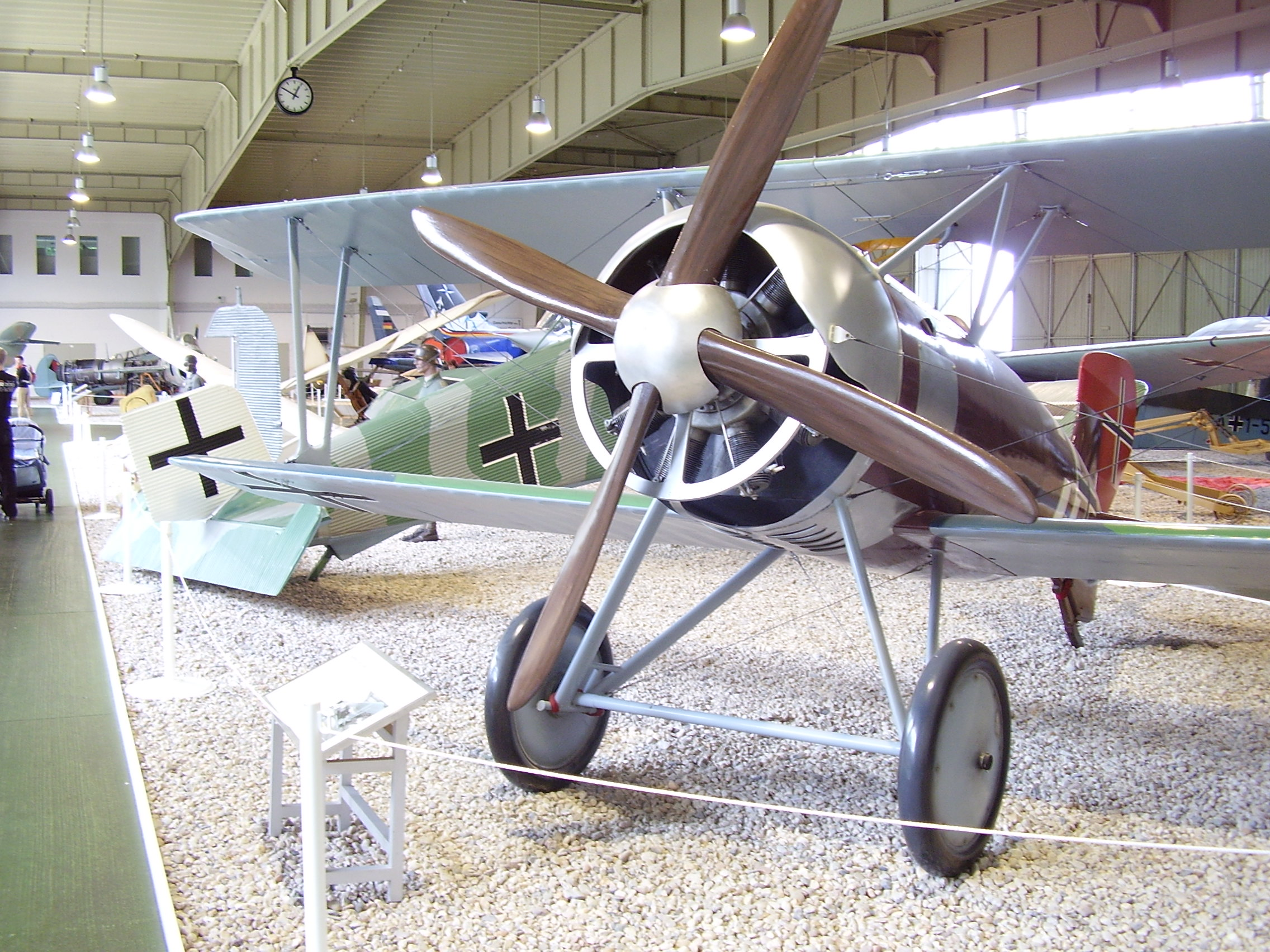
طائرة سيمنز-شكارت دي.4

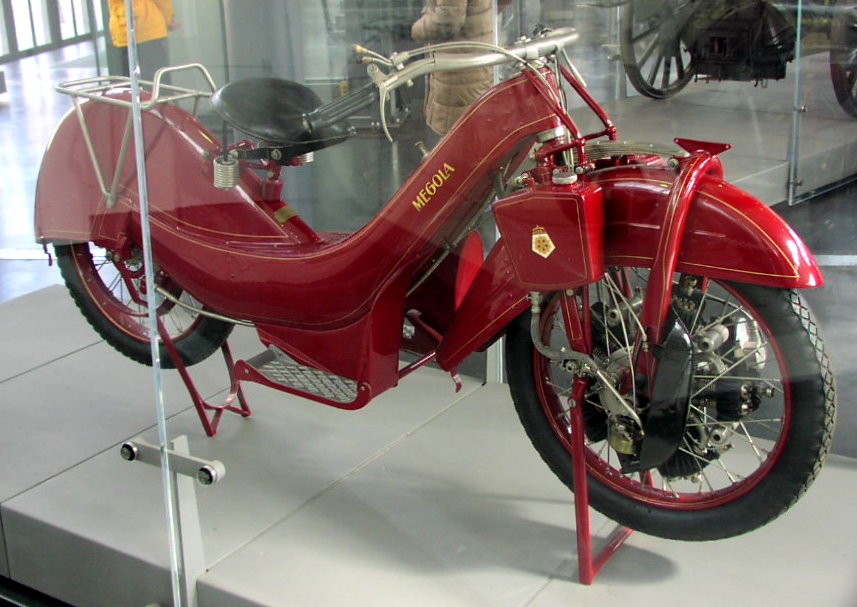
الدراجة النارية الألمانية ميجولا

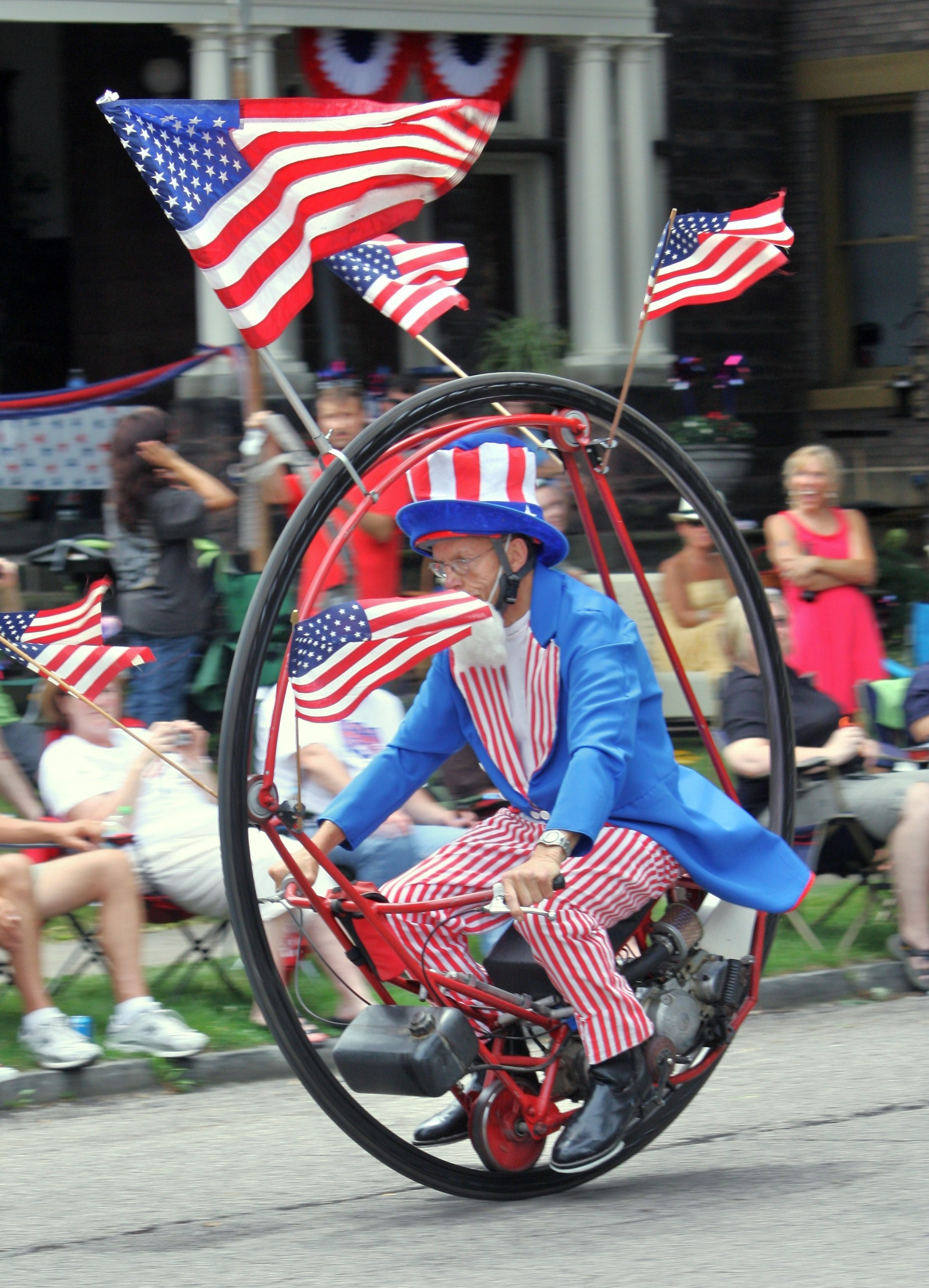
كيث دوفران يركب عجلته الأحادية (عجلة قدرة powerwheel في موكب دو داه في كولومبوس أوهايو

كانت الميزة الكبرى للمحركات الدوارة هي نسبة القدرة إلى الوزن الملائمة لها. بينما اعتمدت الطائرات الكبيرة والثقيلة على المحركات الخطية التقليدية، وفضل العديد من مصممي الطائرات المقاتلة استخدام المحركات الدوارة حتى نهاية الحرب.
كان للمحركات الدوارة عدة عيوب، من بينها الاستهلاك الكبير للوقود، بسبب أن المحرك كان يعمل في وضع الفتح الكامل للصمام، وأيضا لأن توقيت الصمام كان أقل من التوقيت القياسي. كما كان استهلاك الزيت مرتفع أيضا.
كان زيت التزييت يُضاف إلى خليط الوقود والهواء بسبب مكربن الهواء البدائي حينئذا ولعدم وجود حوض تصفية للزيت. وهذا جعل عادم المحرك ملئ بالدخان بسبب الزيت المحترق.
كان زيت الخروع هو المستخدم لعملية التزييت بسبب خصائصه التزيتية التي لا تتأثر بتواجد الوقود، واتجاهه لتشكيل مادة صمغية، كما كان غير مرتبط بالفقد الكلي في نظام التزييت. لكن من الآثار الجانبية المؤسفة، استنشاق وابتلاع الطيارون لكمية من الزيت أثناء الطيران، الأمر الذي تسبب بالإسهال المستمر لهم. وكانت ملابسهم دائما غارقة بالزيت.
إن الكتلة الدوارة للمحرك جعلته في الواقع جيروسكوب كبير. لم يكن التأثير واضحا أثناء الطيران المستوي (الأفقي)، لكن مع الدوران أصبح تأثير الجيروسكوب ملحوظا. بسبب اتجاه دوران المحرك، فإن الدوران لليسار كان يحتاج جهدا، كما كان يحدث ببطئ مع ارتفاع في مقدمة المحرك أو كما يطلق علها «أنف المحرك»، بينما الدوران لليمين كان يتم بشكل فوري، مع انخفاض في مقدمة المحرك.
في بعض الطائرات، قد تكون تلك ميزة في بعض الحالات مثل المعارك الجوية. عانت طائرة سوبويث كاميل من ذلك، لدرجة أنها احتاجت إلى دفة توجيه يسرى  للدوران لليمين واليسار، وكان يمكن أن تكون خطرة جدا إن استخدم الطيار القدرة القصوى للطائرة عند قمة حلقة الدوران عند السرعات المنخفضة.
حُذر طياري سوبويث كاميل المتدربين من محاولة الانعطاف لليمين بقوة على ارتفاعات تزيد عن 1000قدم (300 متر). استخدمت أيضا طائرة فوكر دي آر.1 ثلاثية السطح ‏ (لديها 3 أزواج من الاجنحة) محرك دوار، وتعد هي المنافس الأبرز لطائرة كاميل، وعادة كان أوبريرسيل يو أر 2 المقلد من النسخة الفرنسية لو رون 9 جيه البالغة قدرته 110حصان.
قبل الحرب العالمية الأولى، أُجريت محاولات للتغلب على مشكلة عزم القصور الذاتي للمحركات الدوارة. وفي وقت مبكر من عام 1906، أظهر تشارلز بنجامين ريديرب ‏ للفيلق الجوي الملكي في هيندون،  محرك «بلا رد فعل» يدور فيه عمود المرفق في اتجاه بينما تدور حاوية الأسطوانة في الاتجاه المعاكس، ويقود كل منهما مروحة دافعة. التطورات اللاحقة لذلك كانت في عام 1914، وكانت محرك «هارت» بلا رد فعل المصمم بواسطة ريديرب. احتوى المحرك على مروحة دافعة واحدة متصلة بعمود المرفق، الذي كان يدور في الاتجاه المعاكس لدوران حاوية الأسطوانة، لذلك أمكن تلاشى الأثار السلبية بشكل كبير. لكنه كان معقد جدا بالنسبة لكفاءة عملية التشغيل، لذلك قام ريديرب بتغيير تصميمه إلى محرك دوار ثابت، والذي تم تجربته لاحقا في طائرةفيكرز إف بي 12 بي التجريبية وطائرة إف.بي.16 ، ولسوء الحظ لم ينجح.
مع تقدم الحرب، ازدادت رغبة مصممي الطائرات في الحصول على كميات أكبر من القدرة. وكانت المحركات الخطية قادرة على تلبية هذه الزيادة المطلوبة في القدرة، بتحسين الحد الأقصى لسرعتها الدورانية، الأمر الذي يعني إنتاج المزيد من القدرة.
أدت التحسينات في توقيت الصمامات وأنظمة الإشعال والمواد خفيفة الوزن، إلى إمكانية زيادة السرعة الدورانية، فاللمحرك المتوسط ازدادت السرعة من 1200 دورة/دقيقة إلى 2000 دورة/دقيقة. ولم يكن المحرك الدوار قادرا على فعل نفس الأمر بسبب احتكاك السحب المصاحب للأسطوانات الدوارة في الهواء. على سبيل المثال، لو ازدادت السرعة الدورانية لمحرك دوار في بداية الحرب من 1200 دورة/دقيقة إلى 2000دورة/دقيقة، فإن احتكاك السحب سيزداد على الأسطوانات بمقدار 36%، حيث يزداد احتكاك الهواء مع مربع السرعة. أما عند السرعات الممنخفضة، فبكل بساطة يمكن إهمال احتكاك السحب، لكن مع زيادة ا لسرعة الدورانية سينتج المحرك مزيدا من القدرة لكي يدور مع بقاء كمية قليلة لتعطي قوة دفع خلال المروحة الدافعة.
أُجريت محاولة ذكية بواسطة سيمنز لإنقاذ التصميم، بطريقة مشابهه لمحرك ريدرب البريطاني «بلا رد فعل». حيث كانت علبة المرافق (مع بقاء المروحة الدافعة مثبتة في مقدمتها) والأسطوانات تدور عند 900دورة/دقيقة عكس اتجاه عقارب الساعة، كما تم ملاحظتها خارجيا، بينما كان عمود المرفق والأجزاء الداخلية الأخرى تدور عند نفس السرعة مع عقارب الساعة، أي أن مجموع أجزاء المحرك كانت تدور بسرعة 1800 دورة/دقيقة. حدث ذلك عن طريق استخدام تروس مخروطية في مؤخرة علبة المرافق، وكان الناتج محرك سيمنز-هالسكي اس اتش 3 ‏، مع احتكاك سحب أقل وعزم صافي أقل. استُخدم المحرك الجديد بطئ السرعة في العديد من الطائرات في نهاية الحرب، وبشكل ملحوظ سيمنز-شاكرت دي 4 ‏ المقاتلة، مدمج مع مراوح دافعة كبيرة تكونت أحيانا من 4 شفرات (مثل اس اس دبيو دي.4)، وأعطى الطائرات التي استخدمته معدلات ارتفاع جيدة، وفي بعض النماذج للإنتاج الأخير من محرك اس اتش 3 ايه، قيل أن قدرته وصلت إلى 240حصان.
صُممت طائرة واحدة جديدة تعمل بمحرك دوار، وهي فوكرز أون دي.8 وذلك من أجل استخدام بعض من الإنتاج المتراكم لمصنع أوبريرسيل من محركات يو أر.2 البالغة قدرتها 110حصان (82 كيلو وات)، والمقلدة من المحرك الدوار لو رون جيه 9.
بشكل متزايد، لم يكن الألمان قادرين على الحصول على زيت الخروع لتزييت محركاتهم الدوارة، بسبب حصار الحلفاء للسفن. ولم تكن الزيوت البديلة مرضية، حيث كانت تؤدي لارتفاع درجات حرارة التشغيل وتقلل من عمر المحرك.

## بعد الحرب العالمية الأولى
مع الوقت انتهت الحرب، وأُهمل المحرك الدوار وسرعان ما اختفى استخدامه. ربما استخدم سلاح الجو الملكي البريطاني المحركات الدوارة لوقت أكبر من المستخدمين الآخرين. حيث استخدمت  مقاتلة   سلاح الجو الملكي بعد الحرب، سوبويث سنايب ‏ لمحرك بنتلي بي أر2 الدوار كأقوى محرك (230 حصان (170 كيلو وات)) صنعته قوات الحلفاء (الحرب العالمية الأولى).
حازت طائرة التدريب القياسية أ فرو 504 كيه الأصلية لسلاح الجو الملكي للسنين الأولى بعد الحرب (1914) على تصاعد عالمي للسماح باستخدام أنواع مختلفة من المحركات الدوارة البطيئة، التي كان يتوفر منها كميات فائضة كبيرة. بشكل مشابه استخدمت طائرة التدريب السويدية المتطورة اف في إم أو 1 توماليزا ‏، محرك لو رون ثولين الدوار البالغة قدرته 90 حصانا (67 كيلو وات)، واستمرت في الخدمة حتى منتصف الثلاثينيات.
مع أن المصممون اضطروا للموازنة بين رُخص محركات الحرب الفائضة وكفاءة الوقود  المنخفضة وغياب نظام تزييت الفقد الكلي فيها، إلا أنه بحلول منتصف 1920، استُبدلت المحركات الدوارة بشكل شبه كامل في الخدمة البريطانية، بشكل كبير بالجيل الجديد من المحركات الشعاعية المبردة بالهواء مثل أرمسترونج سيديلي جاجوار وبريستول جوبيتر.
و برغم ذلك، استمرت تجارب المحرك الدوار.
كانت  النسخة الأولى من محرك مايكل ‏ لعام 1921، محرك حدبة ‏ غير اعتيادي بمكبسين متعاكسين، استخدم مبدأ المحرك الدوار بدوران حاوية الأسطوانة له. سرعان ما استُبدل هذا الطراز بطراز آخر يحتوي على نفس العدد من الأسطوانات والحدبة، لكن الأسطوانات ثابتة والحدبة تدور بدلا من عمود المرفق. تخلى طراز لاحق من المحرك عن الحدبة واستخدم ثلاثة أعمدة مرفق مدمجة ببعض.
بحلول عام 1930 تم توظيف رواد المروحيات السوفيتية، بوريس ان يوريف وأليكسي إم شيريمخن من قبل المعهد المركزي للديناميكا الهوائية، ليصمموا أحد أول الألات العملية ذات عمود رفع أحادي مع مروحيتهم تي اس ايه جي إل 1-ايه أي أحادية العمود الدوار، والتي عملت بمحركين إم 2 دوار سوفيتي التصميم والصنع، والتي اعتبرت نسخ عالية الجودة من محرك الحرب العالمية الأولى الدوار، جنوم أحادي الصمام ‏. سجلت مروحية إس ايه جي أي 1-أي ايه  ارتفاع غير رسمي بلغ 605 متر، عندما حلق شيريمخن بها في 14 أغسطس 1932، مستخدمه لمحركيها الدوارين إم-2.

## الاستخدام في السيارات والدراجات النارية
على الرغم أن المحركات الدوارة استخدمت في الغالب في الطائرات، إلا أن عدد قليل من السيارات والدراجات النارية صُنع بمحركات دواره. ويعتقد أن أول دراجة نارية استخدمته كانت الدراجة النارية ميليت ‏. حصلت أيضا الدراجة النارية الشهيرة ميجولا على محرك دوار بداخل الإطار الأمامي لها. وكانت تشارلز ريدريب ‏ 1912 دراجة نارية أخرى استخدمت المحرك الدوار ريدريب الشعاعي، الذي بلغت سعته 303 سم مكعب، واستُخدم في العديد من الدراجات النارية بواسطة ريدرب.
في عام 1904 صُمم وصُنع محرك باري بواسطة ريدريب في والاس، تكون المحرك  الدوار من أسطوانتين بداخل صندوق  وبلغ وزنه 6.5 كجم، وكان يركب بداخل هيكل الدراجة النارية.
في عام 1940 طور كيريل بولين ‏ عجلة القدرة، وكانت عجلة مزودة بمحرك دوار مكون من أسطوانة واحدة، وأسطوانة تعشيق  و مكابح أسطوانية بداخل محور العجلة، لكنها لم تدخل إلى الإنتاج أبدا.
صُنعت سيارات بمحركات دوارة بواسطة الشركات الأمريكية مثل أدامز-فارويل وبايلي وبالزر، وشركات أخرى.

## محركات دوارة أخرى
بجانب تصميم تحرك الأسطوانات حول عمود مرفق ثابت، كانت هناك العديد من التصاميم الأخرى سُميت أيضا بالمحركات الدوارة. أبرزها كان محرك فانكل الدوار الذي استخدمته الشركة الألمانية ان اس يو في سيارة أر 080 ‏، واستخدمته مازدا أيضا في العديد من السيارت مثل سلسلة أر إكس، وفي بعض تطبيقات تجارب الطيران.
في أواخر 1970 أُختبر محرك أُطلق عليه بريكلن ترنر الدوار في، وكان مشابها لمحرك المرفق البخاري ‏. تكون المحرك من أزواج من المكابس متصلة على هيئة حرف V وتتحرك نهايتها داخل أسطوانات دواره وضعت على هيئة حرف V  لكن بزاوية أكبر. تحركت المكابس في الأسطوانات بشكل موازي لبعضها البعض بدلا من الحركة في اتجاه شعاعي، ولم يدخل التصميم للإنتاج.
كان يُهدف من محرك في الدوار تشغيل السيارة الرياضية بريكلين إس في-1.

## وصلات خارجية
- Smithsonian NASM Gnôme Omega No.1 page
- Smithsonian NASM Le Rhône 9J page
- Animation of Gnome Rotary in action
- Ray Williams' operable miniature rotary engine website
- A rotary engine that runs solely on compressed air
- Charles Redrup's range of engines
- فيديو لمحر جنوم أوميجا 1909- عمل في أبريل 2009
- Bricklin-Turner Rotary Vee Engine نسخة محفوظة 12 أبريل 2010 على موقع واي باك مشين.
- فيديو لمحرك دوار ثنائي من فرانك ديفاريس